# Alnus jorullensis
Alnus jorullensis (лат.) — дерево, вид рода Ольха (Alnus) семейства Берёзовые (Betulaceae). Произрастает в восточной и южной Мексике, Гватемале и Гондурасе.

## Описание
Alnus jorullensis — дерево среднего размера, достигающее 20-25 м в высоту. Листья обратнояйцевидные или эллиптические, длиной 5-12 см, слегка кожистые, с зубчатым краем, железистые на нижней стороне. Цветки ветроопыляемые, собраны в серёжки, появляются ранней весной.

### Подвиды
Выделяют два подвида:
- Alnus jorullensis jorullensis — Мексика, Гватемала, Гондурас
- Alnus jorullensis lutea Furlow — Мексика

## Ареал и местообитание
Произрастает в высокогорных лесах мексиканских горных систем Западной, Восточной и Южной Сьерра-Мадре, а также в высокогорьях Гондураса на высоте от 2800 до 3800 м над уровнем моря. Это самый распространённый вид ольхи в горах Мексики, произрастающий на самых высоких высотах. Ольха A. jorullensis чаще всего встречается на влажных почвах, включая берега ручьёв и рек, водно-болотные угодья и влажные склоны, где образует густые насаждения. Она также встречается в редкостойных дубово-сосновых и пихтовых лесах. Это ранний сукцессионный вид, одмин из первых видов, появляющихся в районах, нарушенных естественными процессами, такими как оползни и пожары, или деятельностью человека, такой как вырубка леса или расчистка лесов под пастбища.